# سنگ‌های تراش‌خورده
سنگهای تراش خورده اثری مربوط به دوره ساسانیان است و در بیستون، محوطه تاریخی، فرهنگی بیستون واقع شده و این اثر در تاریخ ۱۹ اسفند ۱۳۸۰ با شمارهٔ ثبت ۴۸۸۶ به‌عنوان یکی از آثار ملی ایران به ثبت رسیده است.